# Strange world's end
strange world's end（ストレンジ ワールズ エンド）は、日本の3人組ロックバンド。
キャッチコピーは『心の闇を突き破る、現代のエモーショナルロック。』
以前のキャッチコピーは『加速する感情、君とあなたの鬱ロック』だった。

## メンバー
- 飯田カヅキ（いいだ カヅキ）
  - 血液型AB型。
  - ボーカル・ギター担当。
  - 全曲の作詞を担当。
- 平マサト（たいら マサト）
  - 血液型B型。
  - ベース担当。
- フルカワリュウイチ
  - 血液型O型。
  - ドラムス担当。

## 主要
飯田カヅキ、平マサト、フルカワリュウイチからなるロックバンド。

2017年3月、2nd Album『やっぱり、お前が死ねばいい。』を全国リリース。
同年4月、より、全国ツアー strange world's end「やっぱり、お前が死ねばいい。」release tour 2017 敢行。
9月、ツアーファイナル・ワンマン strange world's end one man live「生命循環」開催。
同時にフルカワリュウイチ(Dr)が正式メンバーとして加入。
10月、strange world's end × クロメ presents 2man live『全滅』開催。
12月、strange world's end presents 『World Is Mine』vol.3 開催。
『心の闇を突き破る、現代のエモーショナルロック。』

## 来歴
2006年10月、飯田カヅキ(Gt,Vo)が、strange world's end という名で活動開始。

同年12月、自主制作レーベルstrange cake recordsを立ち上げ、そこから両A面シングル「証明 / コロニー」(scr-001)をリリース。

2007年12月、1st EP 「破滅の庭」(scr-002)リリース。

以後は神山シゲル(Ba)、吉田タク(Dr)を入れ、3ピースバンドになる。
2008年7月、3ピースになって初の音源を、Acalanathaとのsplit盤でリリース「唄 / 徒花」(scr-003)。

同時に自主企画 strange world's end presents live #1「整理された混沌」開催。
2009年4月、吉田タク脱退。
同年7月、Acalanathaの平将人(Ba)が平マサト(Dr)として加入。

11月、自主企画 strange world's end presents live #2「発狂の渦」開催。
2010年9月、自主企画 strange world's end presents live #3「絶望と声」開催。

同年10月、LosingMySilentDoors、海の上のプールサイド、LIFESHOPと共同主催のライヴイベント「音景」(オンケイ)開始。
2011年2月、THREE CHORDとツーマンライヴイベントを下北沢SHELTERで開催。

同年7月、自主企画 strange world's end presents 音景その6 「限界を超える七月」開催。
11月、Live Album「残念 -live bootleg-」(scr-004)リリース。

同時に自主企画 strange world's end presents live #4「感情が溢れる夜」開催。
2012年3月、新音源先行レコ発自主企画 strange world's end presents 音景その9 「喪失と切望の三月」を新宿Motionで開催。

同時に全国ツアー 「strange world's end「汚染」release tour 2012 ～生きてるだけで精一杯～」開始。

同年4月、2nd EP「汚染」(scr-005)を全国リリース。

6月、ツアーファイナル自主企画 strange world's end presents live #5「生きてるだけで精一杯」開催。
同時に神山シゲル脱退。
平マサト(Dr)がBaにパートチェンジし、サポートドラマーにPARANOID BOX / 反抗旗のMewを迎える。
9月、THREE CHORDの関根洋之(Gt,Voが関根ヒロユキ(Dr)として加入。

同時にショートサーキット「strange world's end short circuit 2012 ～世界は残酷なんだから～」敢行。
2013年2月、メンバー再構成後、初の新音源3rd Single 「アンサー」(scr-006)を下北沢CLUB Que セオサユミ企画 セオフェス! vol.1 「偶然という名の必然」にてリリース。

同年3月、4th Single 「皆殺し」(scr-007)を三軒茶屋HEAVEN'S DOOR レコ発自主企画 strange world's end presents live #6 「心の悲鳴を暴き出す音」にてリリース。

同時にショートサーキット「strange world's end short circuit 2013 ～絶望なんて当たりまえ～」敢行。

5月、ショートサーキットツアーファイナルに、共同主催ライヴイベント「音景」の拡大版 「音景-Onkei-Fes.2013」を開催。

7月、自主企画 strange world's end presents live #7「混迷を突き抜けろ」開催。

8月、自主企画 strange world's end presents 第6回 音景-anotherline-「灼熱に凍てつく八月」開催。

10月、自主企画 strange world's end presents live #8「意識の奥へ浸食する音」開催。

10月、更に自主企画 strange world's end presents 第8回 音景-anotherline-「感情を彩る十月」開催。
11月、「TOKYO BOOT UP! 2013」出演。

12月、共同主催 音景その11「12月のリグレット」開催。
2014年4月、1st Album「君が死んでも、世界は別に変わらない。」(SCRCD-001)を全国リリース。

レコ発自主企画 strange world's end presents live #9「君が死んでも、世界は別に変わらない。」開催。

同時に全国ツアー strange world's end 「君が死んでも、世界は別に変わらない。」release tour 2014 spring&summer敢行。
同年6月、ツアーファイナル、初ワンマン strange world's end presents live #10「感情殲滅」開催。

9月、strange world's end presents 3man live 『Dead Communication』vol.1 開催。

12月、strange world's end presents 3man live 『Dead Communication』vol.2 開催。
2015年4月、「Magic Node Festival 2015」出演。
同年8月、初の配信限定、5th Single 『リグレット』(SCRCD-002)をリリース。
同時に関根ヒロユキ脱退。
2016年2月、strange world's end presents 3man live 『Dead Communication』vol.3 開催。
同年4月、「Magic Node Festival 2016」出演。
7月、strange world's end presents 『World Is Mine』vol.1 開催。
10月、初のリミックスになる6th Single 『リグレット (version) - elfrock mix』(SCRCD-003)を配信リリース。
12月、strange world's end presents 『World Is Mine』vol.2 -strange world's end 10th anniversary party-開催。 
2017年3月、サポートドラマーに不遣ノ雨のフルカワリュウイチ(Dr)を迎えた2nd Album「やっぱり、お前が死ねばいい。」(SCRCD-004)を全国リリース。
同年4月より、全国ツアー strange world's end「やっぱり、お前が死ねばいい。」release tour 2017 敢行。
9月、ツアーファイナル・ワンマン strange world's end one man live『生命循環』開催。
同時にフルカワリュウイチ(Dr)が正式メンバーとして加入。
10月、strange world's end × クロメ presents 2man live『全滅』開催。
12月、strange world's end presents 『World Is Mine』vol.3 開催。

## 作品

### シングル
|     | 発売日         | タイトル                           | 規格     | 規格品番                   |
| --- | -------------- | ---------------------------------- | -------- | -------------------------- |
| 1st | 2006年12月2日  | 証明/コロニー                      | CD       | strange cake records - 001 |
| 2nd | 2008年7月13日  | 唄/徒花                            | CD       | strange cake records - 003 |
| 3rd | 2013年2月14日  | アンサー                           | CD       | strange cake records - 006 |
| 4th | 2013年3月16日  | 皆殺し                             | CD       | strange cake records - 007 |
| 5th | 2015年8月26日  | リグレット                         | download | SCRCD-002                  |
| 6th | 2016年10月12日 | リグレット (version) - elfrock mix | download | SCRCD-003                  |

### EP
|     | 発売日        | タイトル | 規格 | 規格品番                   |
| --- | ------------- | -------- | ---- | -------------------------- |
| 1st | 2007年12月1日 | 破滅の庭 | CD   | strange cake records - 002 |
| 2nd | 2012年4月13日 | 汚染     | CD   | strange cake records - 005 |

### アルバム
|     | 発売日        | タイトル                             | 規格 | 規格品番  |
| --- | ------------- | ------------------------------------ | ---- | --------- |
| 1st | 2014年4月2日  | 君が死んでも、世界は別に変わらない。 | CD   | SCRCD-001 |
| 2nd | 2017年3月22日 | やっぱり、お前が死ねばいい。         | CD   | SCRCD-004 |

### ライブアルバム
|     | 発売日         | タイトル                         | 規格 | 規格品番                     |
| --- | -------------- | -------------------------------- | ---- | ---------------------------- |
| 1st | 2011年11月18日 | 残念 -live bootleg-              | CD   | strange cake records - 004   |
| 2nd | 2017年3月22日  | KOSHIGAYA CALLING -live bootleg- | CD   | strange cake records - extra |

### コンピレーション
|     | 発売日         | タイトル | 規格 | 規格品番                     |
| --- | -------------- | -------- | ---- | ---------------------------- |
| 1st | 2009年11月11日 | 発狂の渦 | CD   | strange cake records - extra |

### DVD
|     | 発売日        | タイトル         | 規格 | 規格品番                   |
| --- | ------------- | ---------------- | ---- | -------------------------- |
| 1st | 2014年9月28日 | dead stock vol.0 | DVD  | strange cake records - 008 |
| 2nd | 2017年4月27日 | 44 limidead      | DVD  | strange cake records - 009 |
| 3rd | 2017年9月2日  | living dead      | DVD  | strange cake records - 010 |